# Mistrzostwa Europy w Lekkoatletyce 1971 – skok w dal kobiet

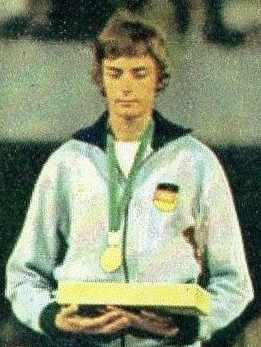
Ingrid Mickler

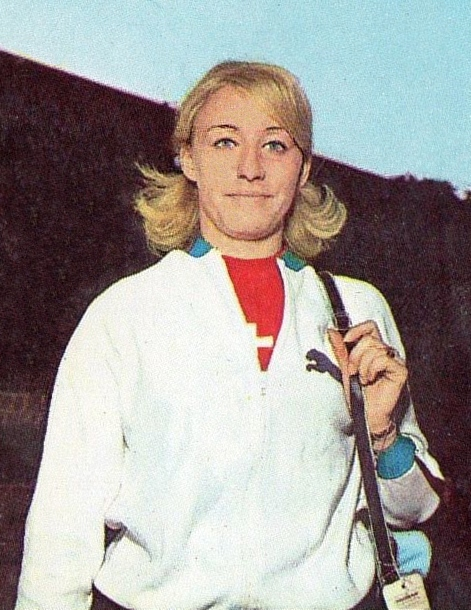
Meta Antenen

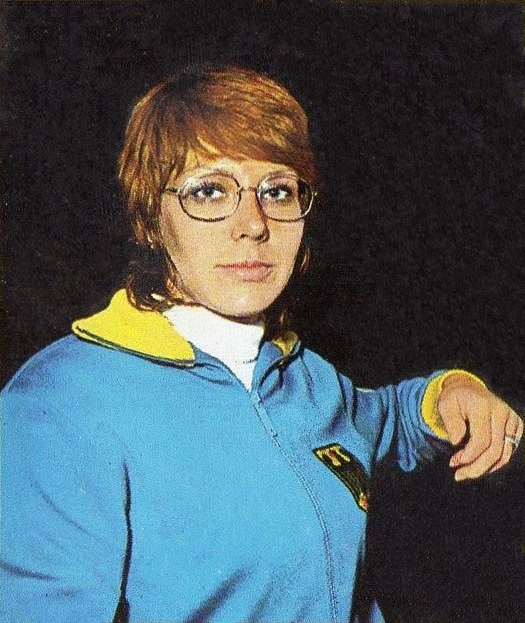
Heide Rosendahl

Skok w dal kobiet był jedną z konkurencji rozgrywanych podczas X Mistrzostw Europy w Helsinkach. Kwalifikacje zostały rozegrane 13 sierpnia, a finał 14 sierpnia 1971. Zwyciężczynią tej konkurencji została reprezentantka Republiki Federalnej Niemiec Ingrid Mickler. W rywalizacji wzięło udział siedemnaście zawodniczek z trzynastu reprezentacji.

## Rekordy
| Rekord świata     | Heide Rosendahl (FRG)    | 6,84 | Turyn, Włochy    | 03.09.1970 |
| Rekord Europy     | Heide Rosendahl (FRG)    | 6,84 | Turyn, Włochy    | 03.09.1970 |
| Rekord mistrzostw | Irena Kirszenstein (POL) | 6,55 | Budapeszt, Węgry | 03.09.1966 |

## Wyniki

### Kwalifikacje
Minimum wynosiło 6,25 m.
| Poz. | Zawodniczka          | Reprezentacja   | Grupa | #1   | #2    | #3   | Rezultat | Uwagi |
| ---- | -------------------- | --------------- | ----- | ---- | ----- | ---- | -------- | ----- |
| 1.   | Sheila Sherwood      | Wielka Brytania | B     | 6,41 | –     | –    | 6,41     | Q     |
| 2.   | Christa Herzog       | RFN             | B     | 6,12 | 6,40  | –    | 6,40     | Q     |
| 3.   | Ingrid Mickler       | RFN             | B     | 6,40 | –     | –    | 6,40     | Q     |
| 4.   | Heide Rosendahl      | RFN             | A     | x    | 6,40  | –    | 6,40     | Q     |
| 5.   | Irena Szewińska      | Polska          | A     | 6,31 | –     | –    | 6,31     | Q     |
| 6.   | Meta Antenen         | Szwajcaria      | B     | 6,28 | –     | –    | 6,28     | Q     |
| 7.   | Margrit Herbst       | NRD             | A     | 6,13 | 6,25  | –    | 6,25     | Q     |
| 8.   | Barbara-Anne Barrett | Wielka Brytania | A     | 5,96 | 6,12  | 6,23 | 6,23     | q     |
| 9.   | Viorica Viscopoleanu | Rumunia         | B     | 6,17 | 6,08  | x    | 6,17     | q     |
| 10.  | Radojka Francoti     | Jugosławia      | B     | 5,82 | 5,86  | 6,12 | 6,12     | q     |
| 11.  | Birgitta Larsson     | Szwecja         | A     | 6,09 | 6,01  | x    | 6,09     | q     |
| 12.  | Diana Jorgowa        | Bułgaria        | B     | 5,98 | 6,09  | 5,70 | 6,09     | q     |
| 13.  | Sieglinde Ammann     | Szwajcaria      | A     | 6,03 | 5,89  | 6,00 | 6,03     |       |
| 14.  | Tuula Rautanen       | Finlandia       | A     | 6,01 | x     | 5,90 | 6,01     |       |
| 15.  | Hannah Kleinpeter    | Austria         | A     | 5,74 | x     | x    | 5,74     |       |
| 16.  | Margaret Murphy      | Irlandia        | A     | 5,73 | 5,22  | x    | 5,73     |       |
| 17.  | Jarmila Nygrýnová    | Czechosłowacja  | B     | x    | '5,66 | 5,33 | 5,66     |       |

### Finał
| Poz. | Zawodniczka          | Reprezentacja   | Próby | Próby | Próby | Próby | Próby | Próby | Wynik | Uwagi |
| Poz. | Zawodniczka          | Reprezentacja   | 1     | 2     | 3     | 4     | 5     | 6     | Wynik | Uwagi |
| ---- | -------------------- | --------------- | ----- | ----- | ----- | ----- | ----- | ----- | ----- | ----- |
| 01 ! | Ingrid Mickler       | RFN             | 6,42  | x     | 6,64  | x     | x     | 6,76  | 6,76  | CR    |
| 02 ! | Meta Antenen         | Szwajcaria      | 6,73  | 6,62  | 6,45  | 6,55  | 6,66  | 6,62  | 6,73  | NR    |
| 03 ! | Heide Rosendahl      | RFN             | 6,46  | 6,64  | 6,63  | 6,66  | 6,63  | 6,60  | 6,66  |       |
| 4.   | Sheila Sherwood      | Wielka Brytania | 6,38  | 6,52  | 6,50  | 6,62  | 6,57  | 6,49  | 6,62  |       |
| 5.   | Irena Szewińska      | Polska          | 6,16  | 6,54  | 6,44  | 6,56  | 6,46  | 6,62  | 6,62  |       |
| 6.   | Viorica Viscopoleanu | Rumunia         | 6,01  | 6,22  | 6,39  | 6,39  | 6,33  | x     | 6,39  |       |
| 7.   | Christa Herzog       | RFN             | 6,27  | x     | 6,38  | 5,90  | x     | 6,10  | 6,38  |       |
| 8.   | Barbara-Anne Barrett | Wielka Brytania | 6,25  | 6,75  | 6,31  | x     | x     | 6,02  | 6,31  |       |
| 9.   | Margrit Herbst       | NRD             | x     | 6,29  | x     |       |       |       | 6,29  |       |
| 10.  | Diana Jorgowa        | Bułgaria        | 6,07  | 6,03  | 6,00  |       |       |       | 6,07  |       |
| 11.  | Birgitta Larsson     | Szwecja         | 5,79  | 6,06  | 6,01  |       |       |       | 6,06  |       |
| 12.  | Radojka Francoti     | Jugosławia      | x     | 5,99  | 6,05  |       |       |       | 6,05  |       |